# DDR-Kulturzentrum Paris

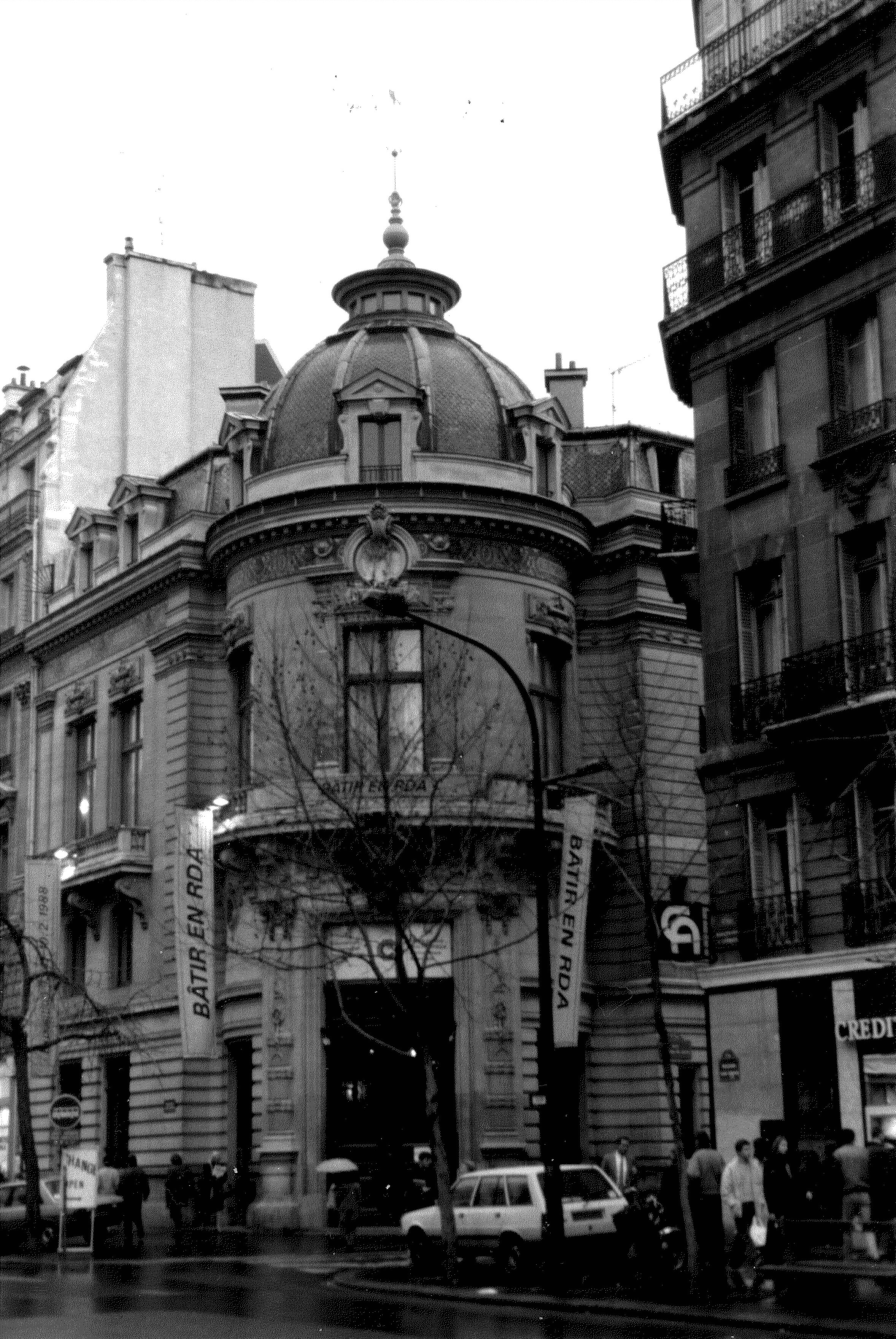
Kulturzentrum der DDR in Paris, Ausstellung „Bâtir en RDA“ (Bauen in der DDR), Foto: 1988

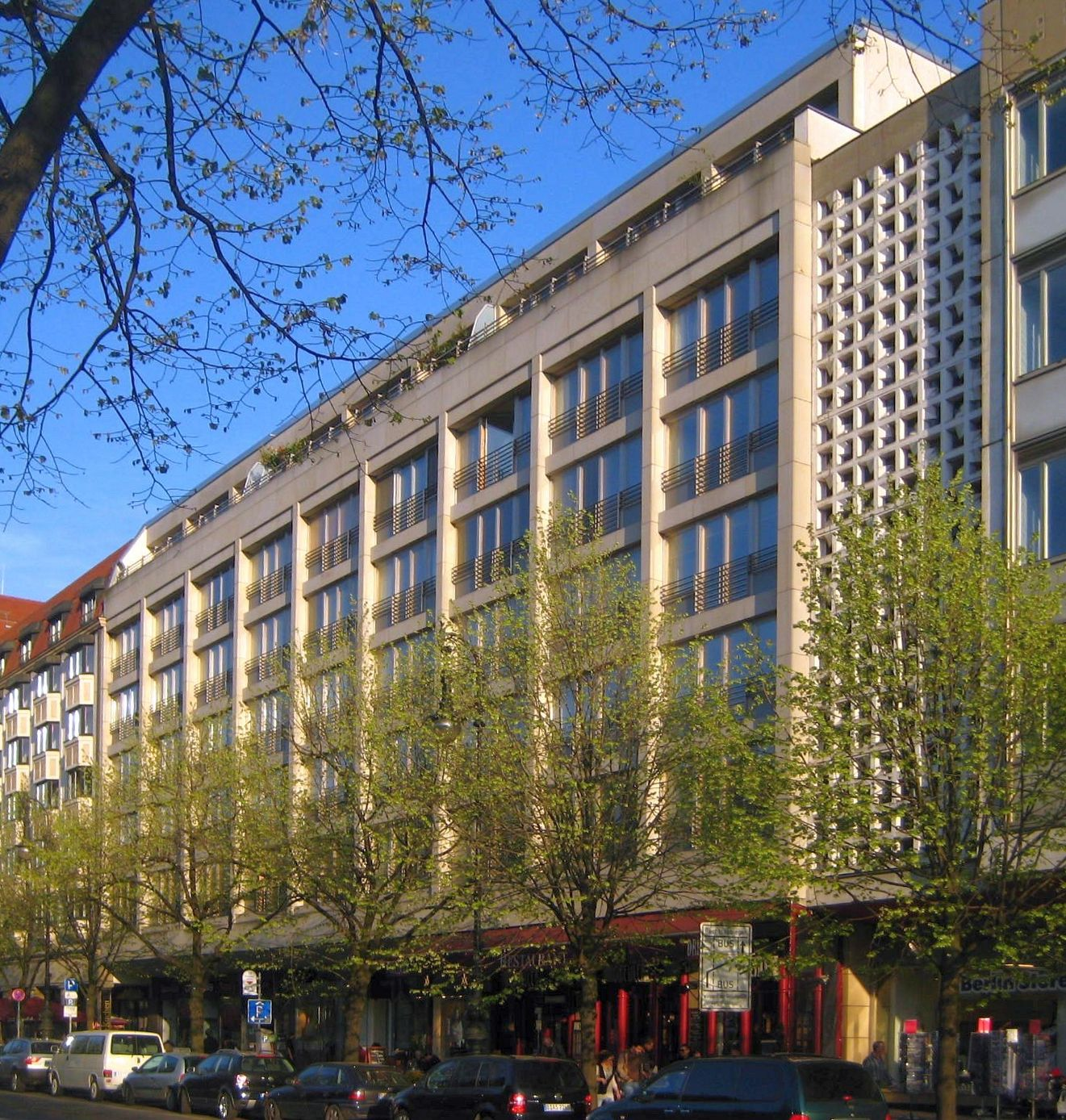
Gebäude des Französischen Kulturzentrums Unter den Linden

Das Kulturzentrum der DDR in Paris (KUZ) war die offizielle kulturelle Vertretung der DDR in Frankreich. Sie wurde im Dezember 1983 in einem prunkvollen Gebäude von Charles Garnier an der Ecke Boulevard Saint-Germain und Rue Grégoire-de-Tours eröffnet.

## Geschichte
DDR-Außenminister Oskar Fischer eröffnete am 12. Dezember 1983 das Kulturzentrum im Pariser Quartier Latin. Zuvor war in dem Gebäude der französische Verlegerverband, der Cercle de la libraire, ansässig gewesen.
Das der DDR-Botschaft zugeordnete Institut bestand unter anderem aus zwei Veranstaltungssälen für Konzerte und Filmvorführungen, einigen Ausstellungsräumen sowie einer Bibliothek mit über 3000 Büchern.
Aufgetreten sind in dem Zentrum etwa Hermann Kant, Christa Wolf oder auch Peter Schreier. Das Institut war nur mäßig erfolgreich in der Pariser Kulturszene der 1980er Jahre.
Für die DDR war diese kulturelle Einrichtung (ein Informations- und Kulturzentrum unter elf weiteren) von großer Bedeutung und zeigte, dass „Kulturbeziehungen ein wesentlicher Bestandteil der politischen Gesamtbeziehungen und ein konstitutives Element ihrer Außenpolitik“ waren. Das hierbei verfolgte Ziel war die Abgrenzung von der Bundesrepublik Deutschland, welche in Paris seit 1961 ein Goethe-Institut unterhielt, sowie die zivilgesellschaftliche Annäherung gegenüber Frankreich. 
Das Institut wurde im Zuge der Deutschen Einheit am 3. Oktober 1990 geschlossen.
Das parallele Französische Kulturzentrum in Berlin, Unter den Linden 37, wurde 1984 eröffnet.